# Балатонська операція
Балато́нська опера́ція — оборонна операція угруповання 3-го Українського фронту та частин болгарської армії, що тривала протягом 6—15 березня 1945 року в районі озера Балатон (Угорщина). Внаслідок Балатонської операції силам Червоної армії вдалося добитися чотириразової переваги у живій силі, завдяки чому зазнав поразки останній великий контрнаступ німецьких та угорських військ на радянсько-угорському фронті у Другій світовій війні.

## Передумови
Після Будапештської операції війська 2-го (командувач — Маршал Радянського Союзу Родіон Малиновський) і 3-го (командувач — Маршал Радянського Союзу Федір Толбухін) Українських фронтів на 6 березня 1945 зуміли захопити підготовлені до оборони позиції на лінії — річка Грон, Естергом, Гант, озеро Балатон, Барч, північний берег річки Драви до річки Дунай (див. схему), готуючись до наступу на Відень.

## Сили сторін
Німецькі та угорські війська розпочали операцію «Весняне пробудження» (нім. Unternehmen Frühlingserwachen) на Будапештському напрямі з метою розсікти війська 3-го Українського фронту на дві частини, знищити їх, вийти на річку Дунай, прикрити важливі райони західної Угорщини, Австрії та південної Німеччини, і відтягнути разом з тим частину сил Червоної армії з Берлінського напряму. Проти військ 3-го Українського фронту діяла група армій «Південь» (310 тисяч солдатів і офіцерів, близько 6000 гармат і мінометів, 1600 танків і штурмових гармат, понад 800 бронетранспортерів і 850 літаків).

## Німецькі та угорські війська
- Частини групи Південь (нім. Heeresgruppe Süd)
  - 6-та танкова армія — в складі якої також була 1-ша танкова дивізія Лейбштандарте-СС «Адольф Гітлер» (нім. Leibstandarte SS Adolf Hitler)
  - 2-га танкова армія
  - 6-та армія (нім. Armeegruppe Balck)
  - 3-тя угорська армія
- Частини армії групи Е (нім. Heeresgruppe E)

## Радянські війська
- Частини 3-го Українського фронту
  - 4-та гвардійська армія
  - 6-та гвардійська танкова армія
  - Повітряно-десантна армія
  - 26-та армія
  - 27-ма армія
  - 46-та армія
  - 57-ма армія
  - 1-ша Болгарська армія

## Хід подій
Головного удару в напрямі на Дунай між озерами Веленце і Балатон завдавало ударне угруповання в складі 6-ї танкової армії СС та 6-ї піхотної армії. На ділянці прориву союзники мали 76 танків і самохідних артилерійських установок на 1 км фронту. Командування 3-го Українського фронту визначило задум німецького командування і не припиняючи підготовки до наступу на Віденському напрямі, було зміцнено оборону, згідно з усіма вимогами тогочасного воєнного мистецтва. З 6 по 15 березня союзники вклинилися в оборону 3-го Українського фронту на глибину 12—25 км, але, втративши 40 тисяч солдатів та офіцерів, 500 танків і штурмових гармат, понад 300 польових гармат та мінометів і, вичерпавши свої резерви, змушені були перейти до оборони.

## Наслідки
Поразка німецько-угорського контрнаступу в районі озера Балатон спричинила розвиток Віденської операції 2-го і 3-го Українських фронтів, яка розпочалася 16—18 березня 1945 року.